# San Bernando (Chaco)
San Bernando è una città dell'Argentina, situata nella provincia del Chaco. È il capoluogo del dipartimento di O'Higgins